# Кристиан Франц Саксен-Кобург-Заальфельдский
Кристиан Франц Саксен-Кобург-Заальфельдский (нем. Christian Franz von Sachsen-Coburg-Saalfeld; 25 января 1730, Кобург — 18 сентября 1797, Кобург) — принц Саксен-Кобург-Заальфельдский. Генерал.

## Биография
Кристиан Франц — третий сын герцога Франца Иосии Саксен-Кобург-Заальфельдского и его супруги Анны Софии Шварцбург-Рудольштадтской, дочери князя Людвига Фридриха I.
Как и его братьям Иоганну Вильгельму и Фридриху Иосии, Кристиану Францу была уготована военная карьера. В 1756 году в звании полковника он поступил на службу в имперскую армию, в 1763 году получил звание генерал-майора. 20 июня 1756 года стал одним из соучредителей ордена Святого Иоахима. В 1758 году попал в плен к пруссакам, но был отпущен на свободу и вернулся в Кобург. Похоронен в Кобурге.

## Награды
- Орден Святого Иоахима (1755)
- Орден Бранденбургского Красного орла (28 июля 1777, Бранденбург-Ансбах и Бранденбург-Байрейт)[2]
- Орден Красного орла (12 июня 1792, королевство Пруссия)[2]